# Damnamenia vernicosa
Damnamenia vernicosa là một loài thực vật có hoa trong họ Cúc. Loài này được (Hook.f.) Given mô tả khoa học đầu tiên năm 1973.
Loài này này là loài đặc hữu của New Zealand, nơi chúng mọc ở các đảo thuộc tiểu vùng Auckland và Campbell. Môi trường sống ưa thích của chúng là vùng cao nguyên đầm lầy và bị chi phối bởi Pleurophyllum. Chúng cũng phát triển ở độ cao thấp hơn trong các vị trí tiếp xúc và với thảm thực vật thưa thớt.